# Bezirk Vallemaggia

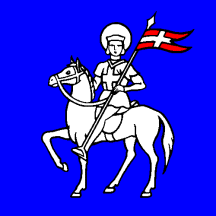
Fahne

Der Bezirk Vallemaggia (ital. Distretto di Vallemaggia, ehem. Landvogtei Maiental) ist ein Bezirk des Schweizer Kantons Tessin. Er umfasst das Valle Maggia (dt. heute Maggiatal, früher Maiental) sowie seine Nebentäler. Hauptort ist Cevio. Der Bezirk gliedert sich in die drei Kreise (circoli)
- Lavizzara
- Maggia
- Rovana

und acht Gemeinden.
| Wappen              | Name der Gemeinde   | Einwohner (31. Dezember 2023) | Fläche in km² | Einw. pro km² | Kreis     |
| ------------------- | ------------------- | ----------------------------- | ------------- | ------------- | --------- |
| Lavizzara           | Lavizzara           | 487                           | 187,53        | 3             | Lavizzara |
| Avegno-Gordevio     | Avegno Gordevio     | 1568                          | 27,33         | 57            | Maggia    |
| Maggia              | Maggia              | 2688                          | 111,16        | 24            | Maggia    |
| Bosco/Gurin         | Bosco/Gurin         | 53                            | 22,00         | 2             | Rovana    |
| Campo (Vallemaggia) | Campo (Vallemaggia) | 49                            | 43,30         | 1             | Rovana    |
| Cerentino           | Cerentino           | 38                            | 20,10         | 2             | Rovana    |
| Cevio               | Cevio               | 1109                          | 151,31        | 7             | Rovana    |
| Linescio            | Linescio            | 42                            | 6,66          | 6             | Rovana    |
| Total (8)           | Total (8)           | 6034                          | 569,39        | 11            | (3)       |

## Änderungen im Gemeindebestand

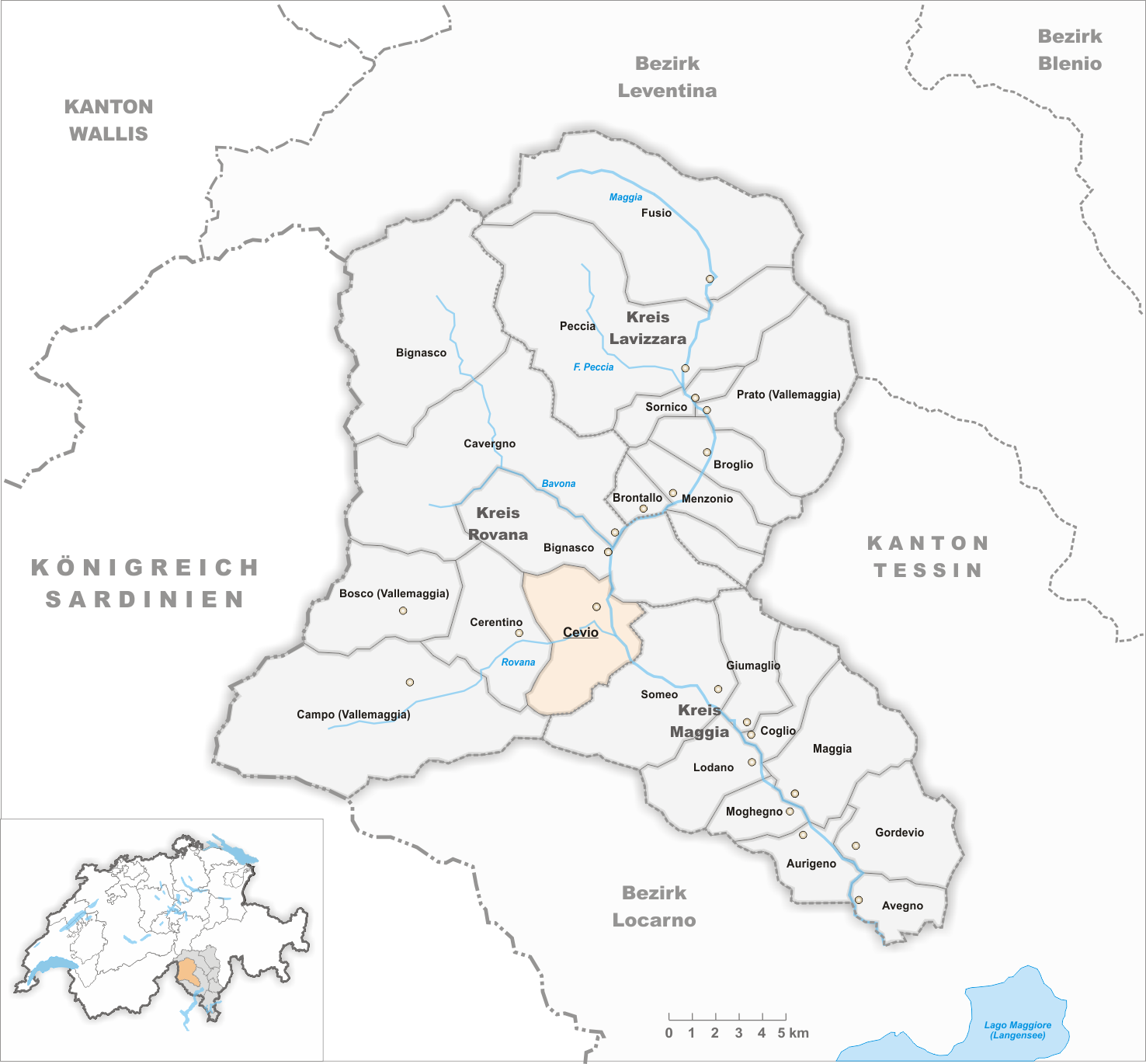
Gemeinden bis 1857
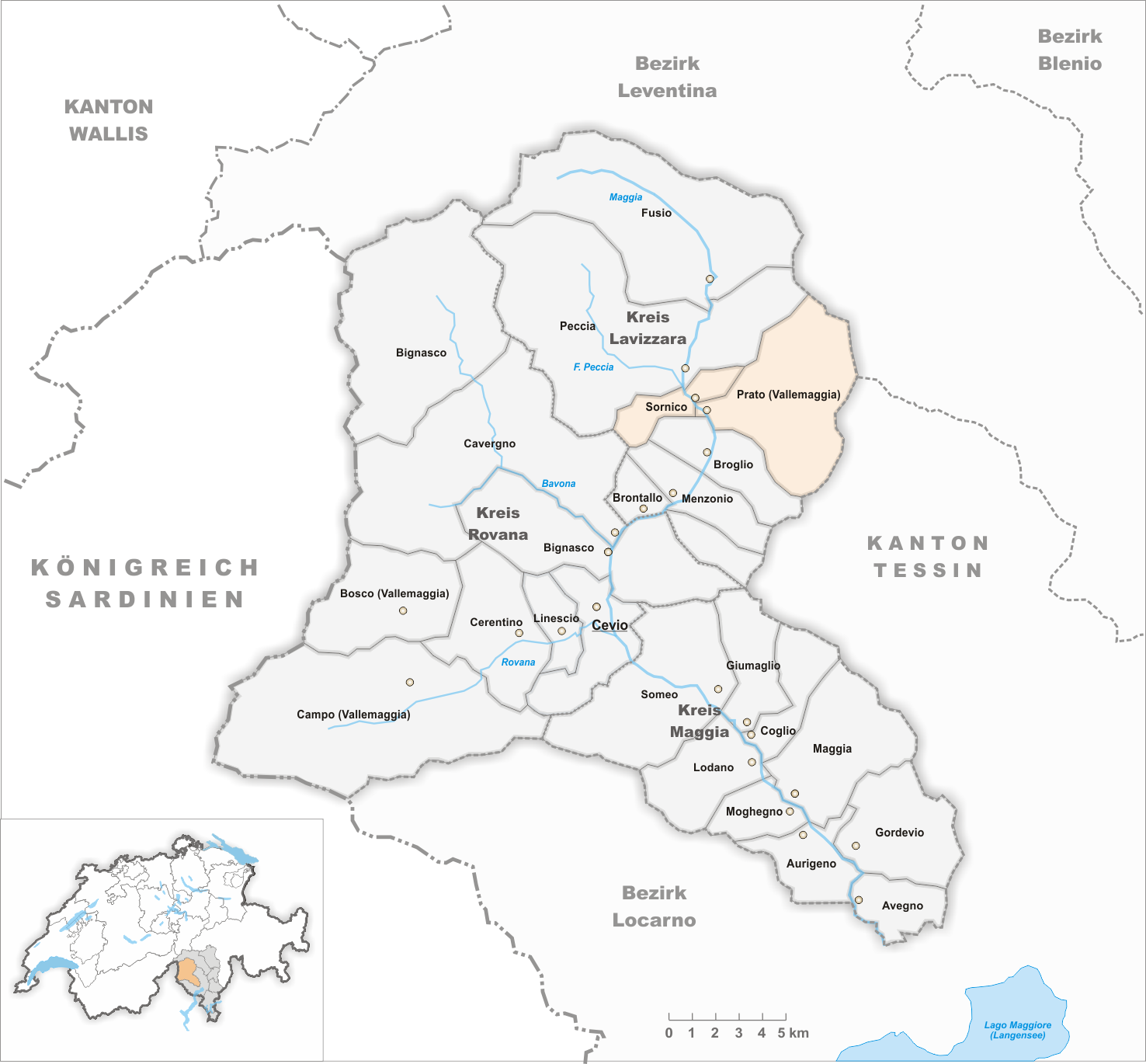
Gemeinden bis 1863
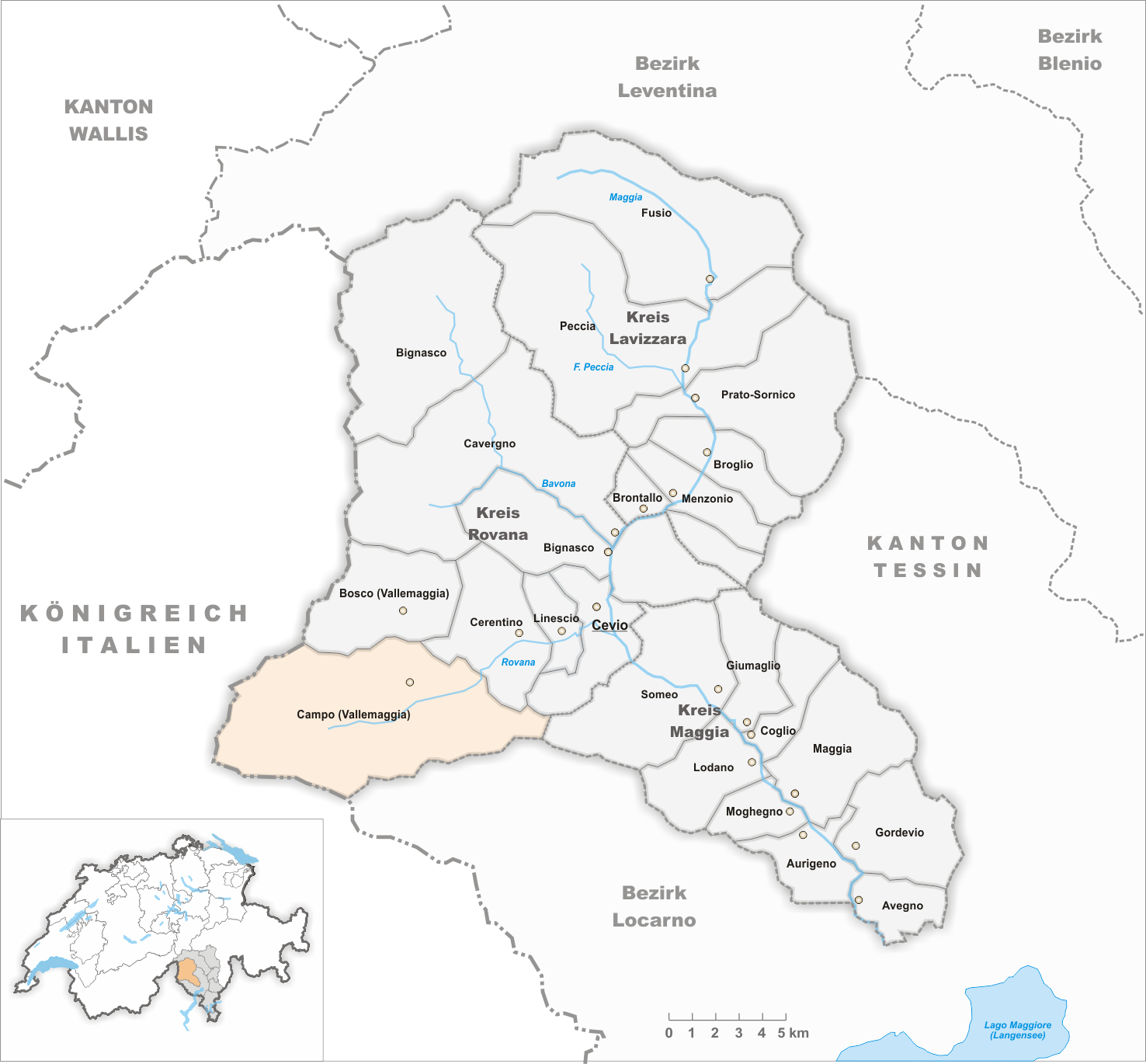
Gemeinden bis 1873
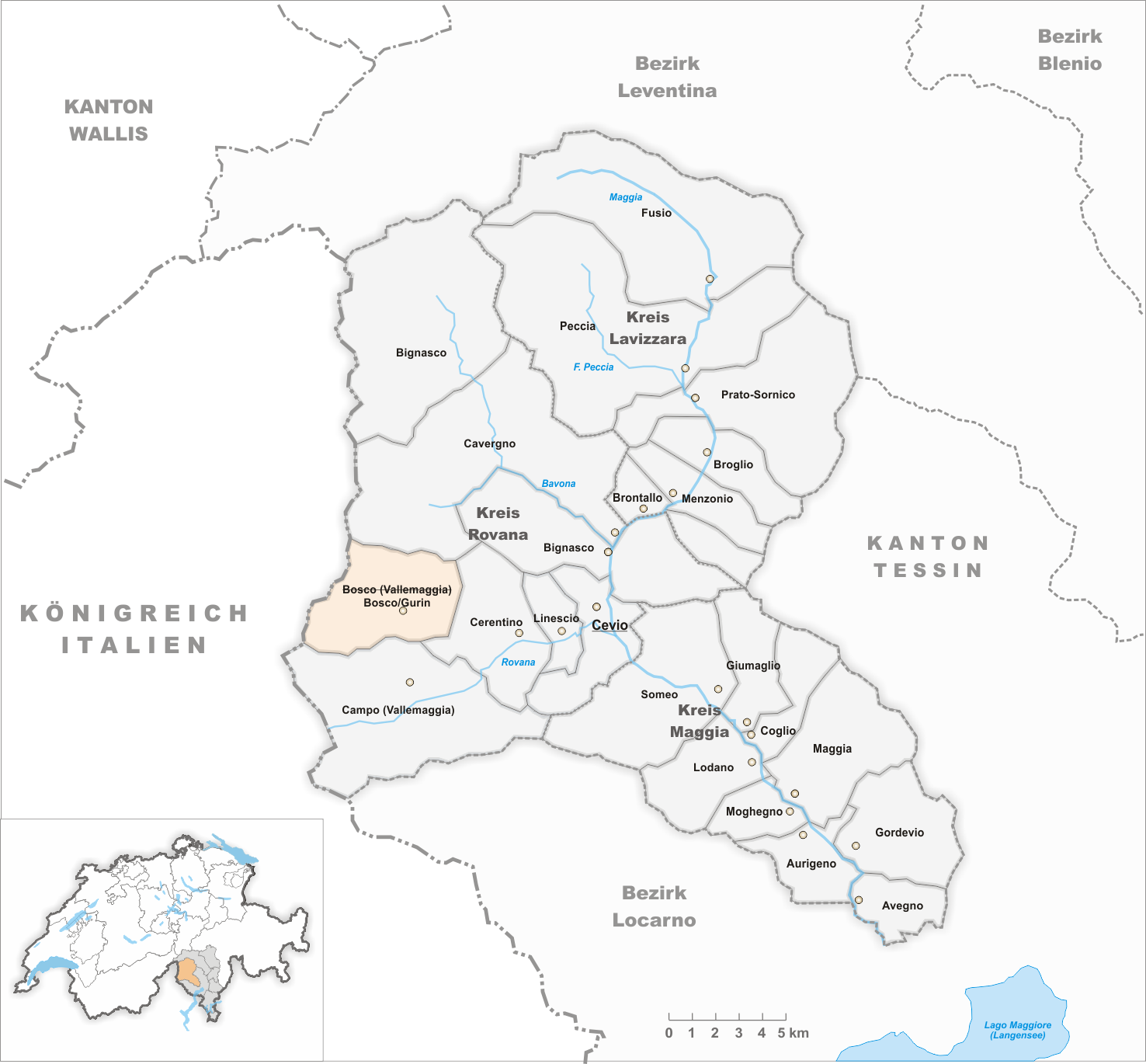
Gemeinden bis 1933
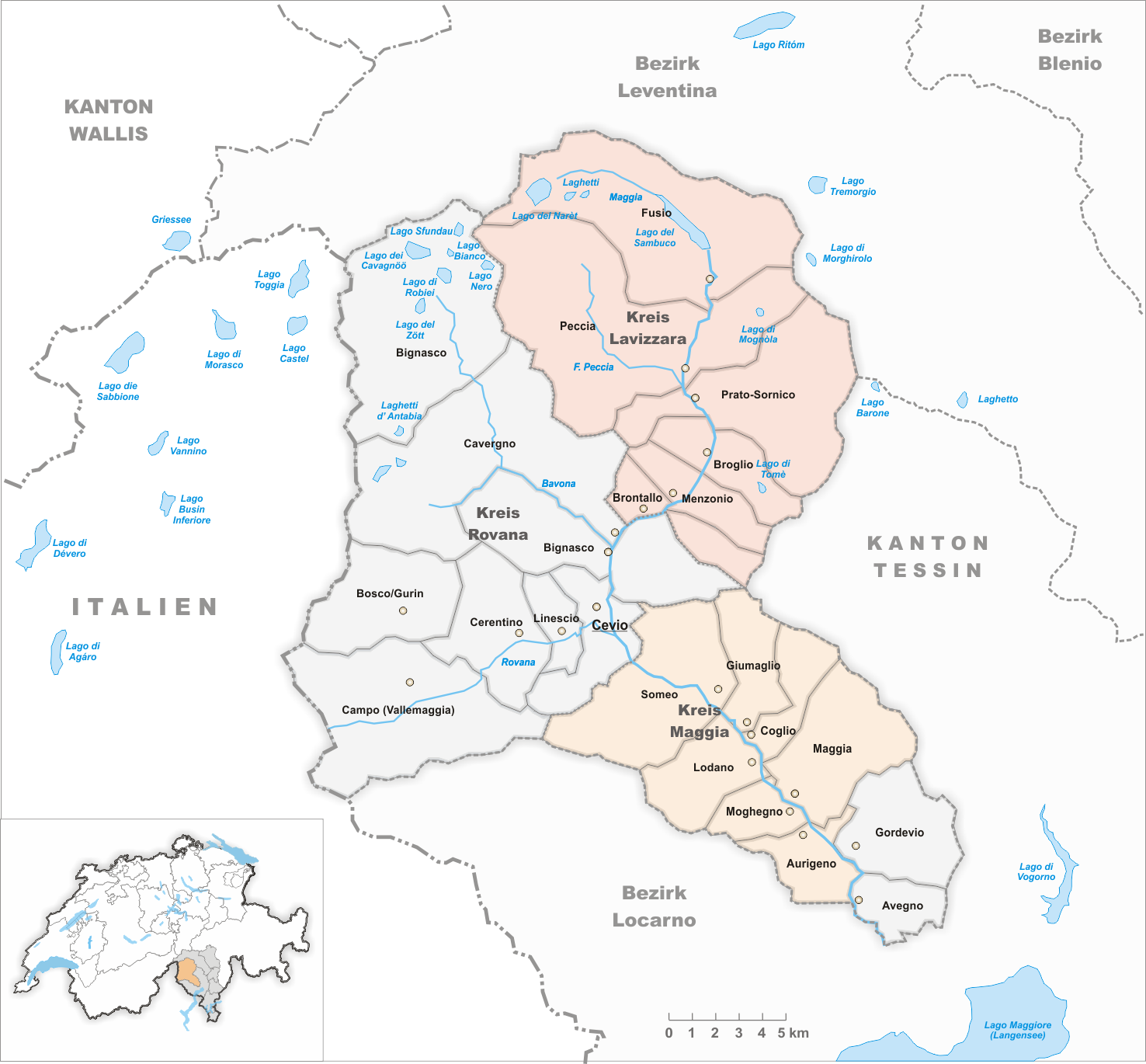
Gemeinden bis 2004
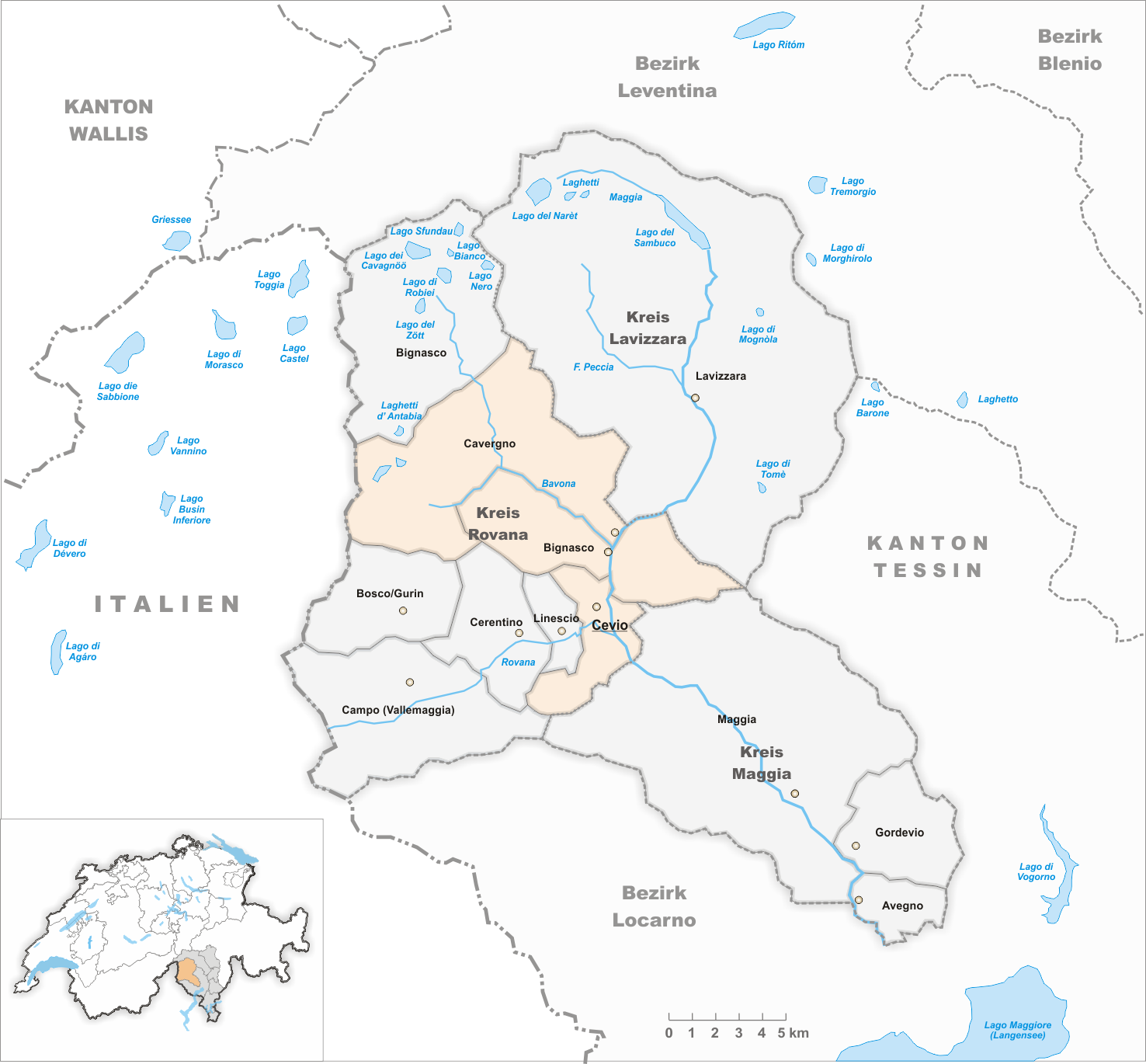
Gemeinden bis 2006
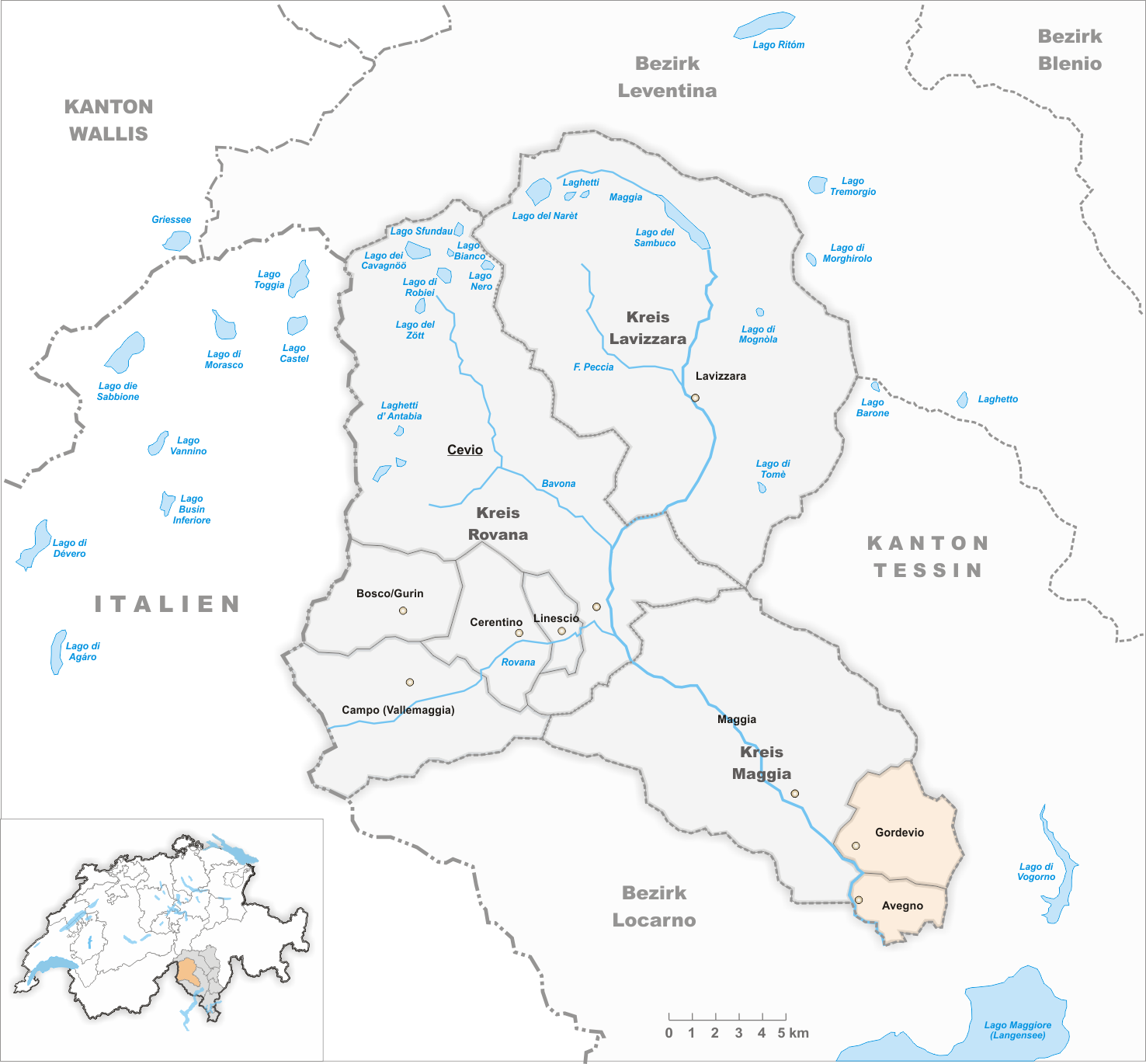
Gemeinden bis 2008

- 1858: Abspaltung von Cevio → Linescio
- 1864: Fusion Prato (Vallemaggia) und Sornico → Prato-Sornico
- 1874: Abtretung der Alpschaft Cravairola in der Gemeinde Campo (Vallemaggia) → Italien
- 1934: Namensänderung von Bosco (Vallemaggia) → Bosco/Gurin
- 4. April 2004: Fusion Aurigeno, Moghègno, Maggia, Lodano, Coglio, Giumaglio und Someo → Maggia
- 4. April 2004: Fusion Brontallo, Menzonio, Broglio, Prato-Sornico, Peccia und Fusio → Lavizzara
- 22. Oktober 2006: Fusion Cevio, Bignasco und Cavergno → Cevio (Gegen diese Fusion erhob die Gemeinde Bignasco Klage vor Bundesgericht. Im April 2006 entschied sich das Gericht gegen Bignasco.)
- 20. April 2008: Fusion Avegno und Gordevio → Avegno-Gordevio